# Jack Laskey
Jack Laskey es un actor inglés, más conocido por sus participaciones en teatro y por interpretar a Peter Jakes en la serie Endeavour y a Alfred Graves en la serie X Company.

## Biografía
Jack es hijo del poeta y editor inglés Michael Laskey, tiene dos hermanos.
Se entrenó en la prestigiosa escuela Royal Academy of Dramatic Art "RADA".

## Carrera
En 2011 obtuvo un papel secundario en la película Sherlock Holmes: Juego de sombras. En 2012 se unió al elenco de la aclamada miniserie Hatfields & McCoys, donde interpretó a Squirrel-Huntin Sam McCoy. En 2013 se unió al elenco principal de la serie Endeavour, donde interpretó al detective sargento Peter Jakes hasta la tercera temporada en 2016. En 2014 interpretó a Konrad en la película Secret Sharer; para la película Jack tuvo que aprender a hablar mandarín. En 2015 se unió al elenco principal de la nueva serie X Company, donde interpretó al agente Alfred Graves hasta el final de la serie en 2017.

## Filmografía

### Series de televisión
| Año         | Título             | Personaje                   | Notas                   |
| ----------- | ------------------ | --------------------------- | ----------------------- |
| 2015 - 2017 | X Company          | Alfred Graves               | 28 episodios            |
| 2013 - 2016 | Endeavour          | Det. Sgt. Peter Jakes       | 10 episodios            |
| 2012        | Hatfields & McCoys | Sam "Squirrel-Huntin" McCoy | 2 episodios - miniserie |
| 2007        | Heartbeat          | Jez Flambard                | episodio "Mind Games"   |

### Películas
| Año  | Título                                          | Personaje       | Notas                                                                                         |
| ---- | ----------------------------------------------- | --------------- | --------------------------------------------------------------------------------------------- |
| 2015 | A Royal Night Out                               | Capitán Pryce   | junto a Sarah Gadon, Emily Watson, Bel Powley, Jack Reynor, Rupert Everett & Roger Allam      |
| 2014 | Secret Sharer                                   | Konrad          | junto a Zhu Zhu, Ching-ting Hsia, Leon Dai & Si Qin Chao Ke Tu                                |
| 2011 | Sherlock Holmes: Juego de sombras               | Carruthers      | junto a Robert Downey Jr., Jude Law, Noomi Rapace, Rachel McAdams, Jared Harris & Stephen Fry |
| 2011 | The Isis                                        | Thomas          | corto - junto a Kerr Logan, Victoria Ross, Max Gill & James Musgrave                          |
| 2010 | 'As You Like It' at Shakespeare's Globe Theatre | Orlando de Boys | junto a Gareth Bennett-Ryan, Michael Benz, Philip Bird, Sophie Duval & Naomi Frederick        |
| -    | A Family Portrait                               | Fotógrafo       | junto a Sarah McVicar, Robert Bathurst, Danica Moore & Mitchell Turner                        |

### Teatro
| Año         | Obra                                | Personaje            | Director (a)        | Teatro                      | Notas                                          |
| ----------- | ----------------------------------- | -------------------- | ------------------- | --------------------------- | ---------------------------------------------- |
| 2013        | Sons Without Fathers                | Platonov             | Helena Kaut Hausen  | Arcola Theatre              | junto a Tom Canton & Simon Scardifield         |
| 2011        | I Am The Wind                       | The Other            | Patrice Chéreau     | Young Vic Theatre           | junto a Tom Brooke                             |
| 2010        | Sweet Nothings                      | Theodore             | -                   | -                           | -                                              |
| 2009        | As You Like It                      | Orlando              | -                   | -                           | junto a Naomi Frederick                        |
| 2008        | The Tragedy Of Thomas Hobbes        | Robert Hooke         | Elizabeth Freestone | -                           | -                                              |
| 2008        | The Taming Of The Shrew             | Biondello            | -                   | -                           | -                                              |
| 2008        | The Merchant Of Venice              | Bassanio             | -                   | -                           | -                                              |
| 2007        | The Masque Of The Red Death         | Roderick Usher       | -                   | -                           | -                                              |
| 2006 - 2007 | In Extremis                         | Bernard of Clairvaux | John Dove           | Shakespeare's Globe Theatre | junto a Oliver Boot, Sally Bretton & John Bett |
| 2006        | Antony And Cleopatra                | Octavius Caesar      | -                   | -                           | -                                              |
| -           | A New World: A Life Of Thomas Paine | -                    | -                   | -                           | -                                              |
| -           | Hamlet                              | Hamlet               | -                   | Haymarket Theatre           | -                                              |
| -           | Romeo and Juliet                    | Juliet               | -                   | -                           | -                                              |
| -           | Biloxi Blues                        | Carney               | -                   | -                           | -                                              |
| -           | Hamlet                              | Cornelius/Reynaldo   | -                   | Old Vic Theatre             | -                                              |
| -           | Romeo and Juliet                    | Romeo                | -                   | English Theatre of Vienna   | -                                              |

## Premios y nominaciones
| Año | Categoría                        | Premio              | Obra           | Resultado |
| --- | -------------------------------- | ------------------- | -------------- | --------- |
| -   | Commendation for his performance | Ian Charleson Award | As You Like It | Nominado  |